# Temenos
Temenos (gr. τέμενος) – w starożytnej Grecji wydzielony, nietykalny obszar poświęcony bóstwu albo przeznaczony do celów kultu (np. demonów, zmarłych przodków, muz, herosów). W okresie archaicznym Grecy zaczęli odchodzić od temenosów na rzecz stałych, budowanych początkowo z drewna, a potem z kamienia świątyń.
W zależności od znaczenia kultu w temenos znajdował się tylko ołtarz, kapliczka, czy kopiec lub też pokrywał się w ciągu wieków wielką liczbą budowli, pomników wotywnych, trójnogów, posągów zwycięzców lub mitycznych bohaterów czy też skarbcami fundowanymi przez miasta. W takie rozbudowane ośrodki rozwinęły się między innymi Delfy i Olimpia.